# موريس كارنوف
موريس كارنو أو موريس كارنوف (4 أكتوبر 1924 - 8 نوفمبر 2022) عالم فيزياء ورياضيات وعالم حاسوب ومخترعًا أمريكيًا معروفًا بخريطة كارنوف المستخدمة في الجبر البولي.

## المسار مهني
درس كارنوف الرياضيات والفيزياء في كلية مدينة نيويورك (1944-1948) وانتقل إلى جامعة يي لإكمال درجة البكالوريوس (في عام 1949). ثم درجة الماجستير .B.Sc (في عام 1950). والدكتوراه Ph.D في الفيزياء بأطروحةٍ عن «نظرية الرنين المغناطيسي ومضاعفة نوع لامدا في أكسيد النيتريكMagnetic Resonance and Lambda-Type Doubling in Nitric-Oxide» (في عام 1952).
عمل كارنوف في مختبرات بل (1952-1966)، حيث طور خريطة كارنوف (1954) أضف إلى ذلك براءات اختراع لتشفير تضمين نبضي مرمز PCM ودوائر المنطق المغناطيسي والتشفير. لاحقًا عمل في قسم الأنظمة الفيدرالية التابع لشركة IBM في غايثرسبيرغ (من 1966 حتى 1970) وفي مركز أبحاث توماس جون واتسون (من 1970 حتى 1994).
اِنْتُخِبَ كارنوف زميلًا في معهد IEEE في عام 1976، وشغل منصبًا مساعدًا في جامعة البوليتكنيك بنيويورك (الآن كلية الهندسة بجامعة نيويورك تاندون) في حرم ويستشستر من 1980 حتى 1999.

## حياته الشخصية ووفاته
تزوج كارنوف من «لين بلانك» منذ عام 1970. لديه ولدان من زوجته الأولى، هما «روبرت فيكتور كارنوف» و«بول جوزيف كارنوف».
توفي كارنوف في ذا برونكس في 8 من نوفمبر 2022 عن عمر يناهز 98 عامًا.

## المنشورات
- "The Map Method for Synthesis of Combinational Logic Circuits" (PDF). Transactions of the American Institute of Electrical Engineers, Part I: Communication and Electronics. ج. 72 ع. 5: 593–599. نوفمبر 1953. DOI:10.1109/TCE.1953.6371932. Paper 53-217. مؤرشف من الأصل (PDF) في 2017-04-16. اطلع عليه بتاريخ 2017-04-16.
- "Issues in Computer Communications". IEEE Transactions on Communications. ج. 20 ع. 3: 495–498. يونيو 1972. DOI:10.1109/TCOM.1972.1091197.
- "A New Class of Algorithms for Multipoint Network Optimization". IEEE Transactions on Communications. ج. 24 ع. 5: 500–505. مايو 1976. DOI:10.1109/TCOM.1976.1093334.
- . ص. 30–34. {{استشهاد بمنشورات مؤتمر}}: الوسيط |title= غير موجود أو فارغ (مساعدة)
- Karnaugh، Maurice (17 يناير 2017). "Symbolic Sets and the Real Line" (PDF). symbolicsets.com. مؤرشف (PDF) من الأصل في 2018-08-15. اطلع عليه بتاريخ 2019-08-07. (61 pages)

## طالِع أيضا
- قائمة الرواد في علم الحاسوب

## روابط داخلية
- المنشورات في DBLP